# Valley (Alabama)
 Valley, Alabama és una població dels Estats Units a l'estat d'Alabama. Segons el cens del 2000 tenia 9.198 habitants.

## Demografia
Segons el cens del 2000, Valley tenia 9.198 habitants, 3.832 habitatges, i 2.605 famílies La densitat de població era de 364,6 habitants/km².
Dels 3.832 habitatges en un 28,8% hi vivien nens de menys de 18 anys, en un 48,5% hi vivien parelles casades, en un 15,7% dones solteres, i en un 32% no eren unitats familiars. En el 29,3% dels habitatges hi vivien persones soles el 15,1% de les quals corresponia a persones de 65 anys o més que vivien soles. El nombre mitjà de persones vivint en cada habitatge era de 2,39 i el nombre mitjà de persones que vivien en cada família era de 2,95.
Per edats la població es repartia de la següent manera: un 24% tenia menys de 18 anys, un 8,4% entre 18 i 24, un 27,3% entre 25 i 44, un 22,4% de 45 a 60 i un 17,9% 65 anys o més.
L'edat mediana era de 38 anys. Per cada 100 dones hi havia 87,3 homes. Per cada 100 dones de 18 o més anys hi havia 83,5 homes.
La renda mediana per habitatge era de 31.395 $ i la renda mediana per família de 37.963 $. Els homes tenien una renda mediana de 30.159 $ mentre que les dones 21.325 $. La renda per capita de la població era de 16.008 $. Aproximadament el 12% de les famílies i el 14,9% de la població estaven per davall del llindar de pobresa.

## Poblacions més properes
El següent diagrama mostra les poblacions més properes.